# Synorthus versipilus
Synorthus versipilus là một loài bọ cánh cứng trong họ Byrrhidae. Loài này được Broun miêu tả khoa học năm 1914.